# Југославија на избору за Песму Евровизије 1988.
Југославија је учествовала на Песми Евровизије 1988, одржаном у Даблину, Ирска.

### Југовизија 1988.
Југословенско национално финале одржано је 12. марта 1988. у Љубљани, а домаћини су били Миша Молк и Богдан Барович. Требало је да се такмичи 16 песама, али је "Ноћ у сузама" у изведби Јасне Госпић морала бити повучена јер је певачица била у болници. Победничка песма изабрана је гласовима 8 регионалних жирија.
Нови систем гласања уведен 1987. године омогућио је жирију да гласа из ТВ студија. Сваки члан жирија (3 из свих ТВ студија - укупно 24) могао је да гласа само за 5 песама.
| Редни бр. | ТВ станице | Уметник                       | СонПесмаг                | Бодова | Место |
| --------- | ---------- | ----------------------------- | ------------------------ | ------ | ----- |
| 1         | ТВЉ        | Мони, Симона и Урша           | "Лахко је речи љубим те" | 7      | 13    |
| 2         | ТВСк       | Маја Оџаклиевска и Гу-Гу      | "Те љубам лудо"          | 42     | 5     |
| 3         | ТВСа       | Зерина Цокоја и Нарцис Вучина | "Вољећу те"              | 21     | 8     |
| 4         | ТВПр       | Едмонд Ислами                 | "Калтрина"               | 10     | 11    |
| 5         | ТВСа       | Арнела Конаковић              | "Слатки снови"           | 12     | 10    |
| 6         | ТВТг       | Мито Зоранић                  | "То мора да је љубав"    | 4      | 14    |
| 7         | ТВЉ        | Мета Мочник                   | "Ше ин ше"               | 10     | 11    |
| 8         | ТВНС       | Сунчеве пеге                  | "Заборави све"           | 39     | 6     |
| 9         | ТВЗг       | Оливер Драгојевић             | "Џени"                   | 51     | 2     |
| 10        | ТВБг       | Ален Славица                  | "Сузан"                  | 4      | 14    |
| 11        | ТВНС       | Мери Цетинић                  | "Не судите ми ноћас"     | 15     | 9     |
| 12        | ТВБг       | Беби Дол                      | "Затвори мама прозоре"   | 49     | 3     |
| 13        | ТВЗг       | Сребрна крила                 | "Мангуп"                 | 87     | 1     |
| 14        | ТВЉ        | Мулан Руж                     | "Џони је мој"            | 43     | 4     |
| 15        | ТВЗг       | Група 777                     | "Тиха ноћ"               | 38     | 7     |

## На Евровизији
Југославија је на крају гласања добила 87 поена, заузимајући 6. место од 21 учесника.